# ويلارد هاريسون بينيت
ويلارد هاريسون بينيت (بالإنجليزية: Willard Harrison Bennett)‏ هو فيزيائي وكيميائي ومخترِع أمريكي، ولد في 13 يونيو 1903 في فندلي في الولايات المتحدة، وتوفي في 28 سبتمبر 1987.

## وصلات خارجية
- ويلارد هاريسون بينيت على موقع الموسوعة البريطانية (الإنجليزية)